# Melech Rawicz

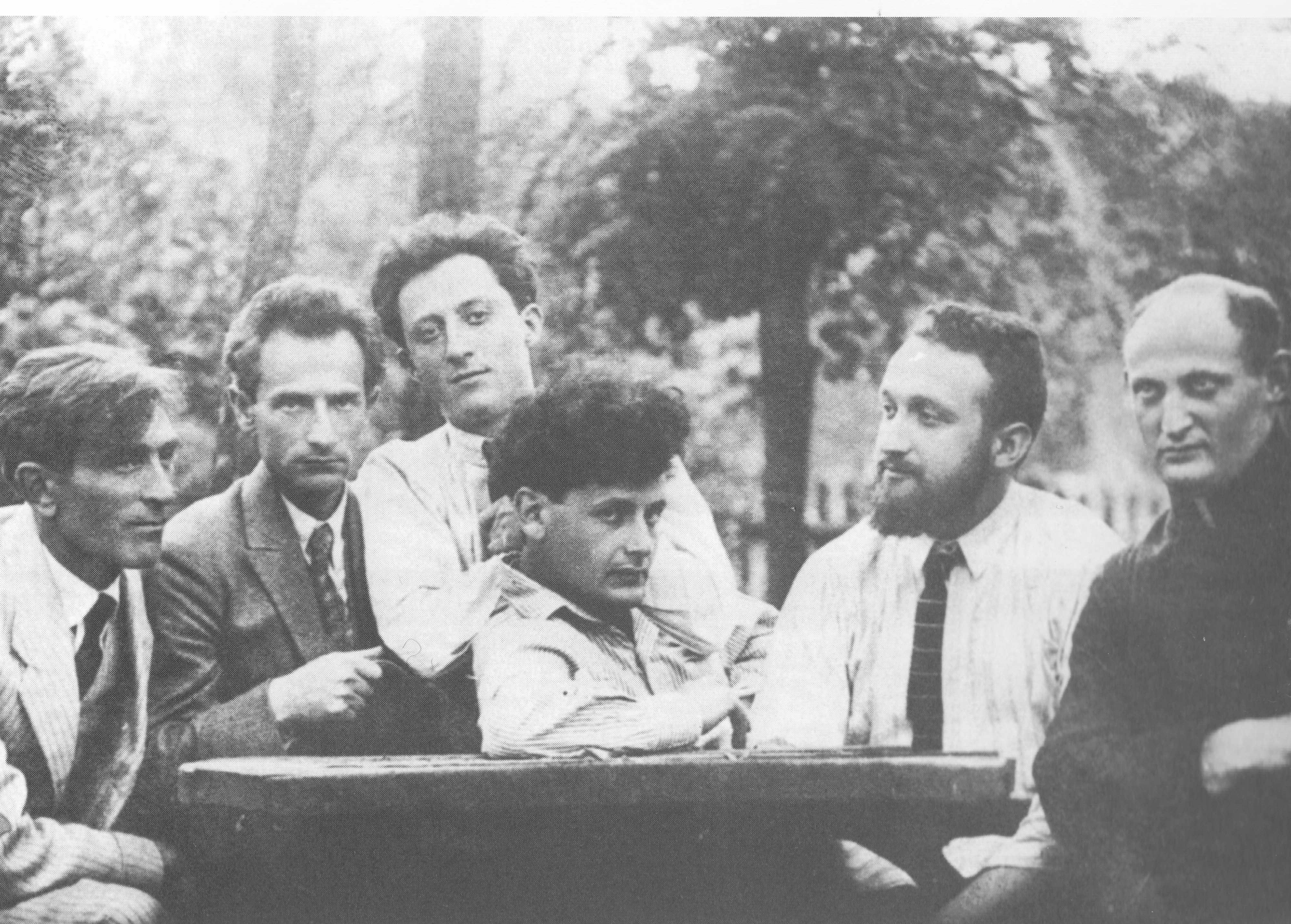
Członkowie grupy literacko-artystycznej „Di Chaliastre” w Warszawie. Od lewej: Mendel Elkin, Perec Hirszbejn, Uri-Cewi Grinberg, Perec Markisz, Melech Rawicz i Izrael Jehoszua Singer (1922)

Melech Rawicz (jid. ‏מלך ראַוויטש‎ Mejlech Rawicz), właściwie Zacharia Chone Bergner (ur. 27 listopada 1893 w Radymnie, zm. 20 sierpnia 1976 w Montrealu) – żydowski poeta i eseista tworzący w języku jidysz, podróżnik.

## Życiorys
W 1922 współzałożyciel grupy poetyckiej Hałastra w Warszawie. W latach 1922–1934 był sekretarzem Związku Literatów i Dziennikarzy Żydowskich w Polsce. W 1934 wyjechał z Polski, w latach w 1936–1938 mieszkał w Melbourne (Australia), po czym przebywał w Buenos Aires, Nowym Jorku i Meksyku. W 1941 przybył do Kanady, gdzie osiedlił się w Montrealu. Dwukrotnie wyjeżdżał do Izraela (1950, 1954–1956).
Debiutował tomikiem wierszy pt. Spinoza (Wien 1919). Antologia jego poezji z lat 1909–1954 ukazała się w tomie Di lider fun majne lider (Montreal 1954). Szkice wspomnieniowe zawarł zaś w czterech tomach pt. Majn leksikon (tom 1–4, Montreal 1945–1958). U schyłku życia zakończył pisanie autobiograficznej trylogii pt. Dos majsebuch fun majn lebn (t. 1, Buenos Aires 1962, t. 2, Buenos Aires 1964, t. 3, Tel Awiw-Jafa 1975).